# Hilbrand Nawijn
Hilbrand Pier Anne Nawijn (ur. 8 sierpnia 1948 w Kampen) – holenderski polityk, prawnik, samorządowiec, a także wokalista. W latach 2002–2003 minister ds. integracji i imigracji, poseł do Tweede Kamer.

## Życiorys
Kształcił się w Emmeloord, w 1973 ukończył studia prawnicze na Uniwersytecie w Groningen. W latach 1973–1996 był urzędnikiem w ministerstwie sprawiedliwości, od 1988 pełnił funkcję dyrektora w departamencie zajmującym się imigracją. W latach 1996–1998 pracował na dyrektorskim stanowisku w koncernie KPMG w Hilversum. Następnie zaczął prowadzić prywatną praktykę adwokacką.
Był członkiem Partii Antyrewolucyjnej, później działał w Apelu Chrześcijańsko-Demokratycznym, z ramienia którego w 2002 został radnym miejskim w Zoetermeer. Dołączył następnie do Listy Pima Fortuyna. Z jej rekomendacji od lipca 2002 do maja 2003 sprawował urząd ministra ds. integracji i imigracji w rządzie Jana Petera Balkenende. Wzbudzał kontrowersje m.in. publicznym poparciem postulatu przywrócenia kary śmierci. W wyborach w 2003 LPF umieściła go na niemandatowej pozycji, został jednak wybrany do Tweede Kamer dzięki głosom preferencyjnym. Mandat deputowanego wykonywał do 2006.
W 2006 z ramienia swojego własnego ugrupowania Lijst Hilbrand Nawijn ponownie został wybrany na radnego Zoetermeer. Po odejściu z parlamentu zajął się działalnością konsultingową, a także powrócił do praktyki adwokackiej. W 2007 występował w muzycznym talent show So You Wanna Be a Popstar, w tym samym roku wydał swój pierwszy singel „Hey Jumpen” reprezentujący muzykę z gatunku jumpstyle.